# Икономика на Русия
Русия може да се характеризира като промишлено-аграрна страна в преход към пазарна икономика. В началото на 90-те години, след отварянето на пазара икономиката губи конкурентоспособност и изпада в тежка криза. Множество банки фалират, а високото ниво на корупция води до съмнителни приватизационни сделки и появата на т.нар. олигарси. Неспособността на правителството да се справи с хиперинфлацията води до имиграцията на съществена част от хората, заети в образованието и науката. Съживяването на износа на полезни изкопаеми, в частност нефт и газ, в края на 90-те години е основна предпоставка за съживяването на икономиката, която в последните години отбелязва значителен растеж. Проблем пред по-нататъшното развитие остава неефективната съдебна система, както и мафията, която все още продължава да оказва значително влияние. Оборотът само на бизнеса с наркотици е около 8 – 9 млрд. долара, при държавен бюджет от 20 млрд.  Архив на оригинала от 2006-02-19 в Wayback Machine.. Географската разлика в икономическото развитие е значителна. Москва, в която живеят 7% от населението допринася с 27% от бюджетните постъпления.

## Обща характеристика
Русия има пазарна икономика, с огромни природни ресурси, особено на петрол и природен газ. Русия има 10-ата по големина икономика в света според номиналния БВП и 6-а по големина по паритет на покупателната способност (PPP). От началото на 21 век, по-високото вътрешно потребление и по-голямата политическа стабилност, заздравяват икономическия растеж на Руската Федерация. От 2000 до 2008 г. икономиката на страната расте, средно със 7% годишно. Средната месечна работна заплата в Русия е 500 щатски долара в края на 2014 г., а е била 80 $ (щатски долара) през 2000 година. В края на 2011 г. средната месечна заплата в Русия е 810 $, докато данъка върху доходите на физическите лица е в размер на 13% от повечето доходи.  Приблизително 13% от руснаците са живели под прага на бедността през 2010 г., в сравнение със значителното му намаляване от 40% през 1998 г., в най-лошата точка след разпадането на СССР. Безработицата в Русия е 6% през 2007 г., което е спад в сравнение с 1999 г., когато безработицата е била 12,4%. Средната класа се е увеличила от 8 млн. души през 2000 г., до 55 млн. души през 2006 г.
От 2003 г. насам, износът на природни ресурси, започва да намалява в икономическо значение, като вътрешния пазар е значително засилен. Приходите от износ на петрол, позволяват на Русия да увеличи валутните си резерви от 12 млрд. долара през 1999 г., до 598.1 млрд. долара към 08 август 2008 г. Макроикономическата политика, водена от министъра на финансите Алексей Кудрин е разумна и стабилна, с излишък от приходи, които се съхраняват в Стабилизационния фонд на Русия. През 2006 г. Русия изплаща по-голямата част от своите огромни дългове, оставайки с един от най-ниските външни дългове сред големите икономики. Посредством стабилизационен фонд Русия успява да излезе от глобалната финансова криза в много по-добро състояние, отколкото много експерти са очаквали.
По-опростен данъчен кодекс, приет през 2001 г., намалява данъчното бреме върху хората и драстично увеличава държавните приходи. Русия има плосък данък от 13%. Това я нарежда като страната, с втората най-атрактивната лична данъчна система за единични мениджъри в света, след Обединените арабски емирства. Според „Bloomberg“, Русия се счита за доста по-напред от повечето други богати на ресурси страни в икономическото си развитие, с дълга традиция на образованието, науката и промишлеността. В страната има повече завършили висше образование, отколкото в Евразия. Планувано е един трилион долара да бъдат инвестирани в развитие на инфраструктурата до 2020 г.

## Първичен сектор
Разнообразните природни условия оказват силно влияние върху специализацията и структурата на аграрното стопанство. Тя е растениевъдно-животинска. Почвено-климатичните условия в южната част – Поволжието, Западносибирската равнина, Черноземния район са подходящи за зърнени култури – пшеница, ечемик, а в северната европейска част се отглеждат ръж, пролетна пшеница, ечемик, картофи и лен. Природните условия ограничават отглеждането на царевица, което налага внос. Специализиращи отрасли са овощарството, зеленчукопроизводство и отглеждането на картофи.
Животновъдството е по-равномерно разпределено. В европейската част на Русия се развиват говевъдство, свиневъдство и птицевъдство. В за Южен Сибир – Приуралието и Предкавказието е типично овцевъдство. В северните райони е развито еленовъдството, което осигурява ценни кожи. Риболов и производството на рибни хранителни продукти е характерно за Русия. Изградени са големи риболовни бази около Охотско, Чукотско, Каспийско море и в големите езера и реки. Дърводобивът е съсредоточен в европейската част на Русия и в Сибир, като преобладава добивът на иглолистна дървесина. Заетите в първичния сектор са 7% от общия брой заети в националното стопанство.
Общата площ на обработваемата земя в Русия се оценява на 1 237 294 кв. км през 2005 г. - четвърта по големина в света. През 1999 – 2009, селското стопанство на Руската Федерация, демонстрира стабилен растеж, а страната се превръща от зърно вносител, в третия по големина износител на зърно, след ЕС и САЩ. Производството на месо е нараснало от 6 813 000 тона през 1999 г. на 9 331 000 тона през 2008 г., и продължава да расте.
Това възстановяване на селското стопанство е подкрепено от кредитната политика на правителството, която помага както на отделни фермери, така и на големите приватизирани корпоративни ферми - бившите съветски колхози, които все още притежават значителен дял на земеделска земя. Докато големите стопанства се концентрират главно върху производството на зърно и отглеждането на продукти, малки частни парцели произвеждат по-голямата част от държавния добив на картофи, зеленчуци и плодове.
С достъп до три от световните океани – Атлантическия, Северния ледовит и Тихя океан – Руските риболовни флоти са с основен принос за предлагането на риба в света. Общият улов на риба е 3 191 068 тона през 2005 година. И износа, и вноса на риба и морски продукти нараства значително през последните години, достигайки съответно $ 2.415 и $ 2.036 млн. през 2008 г.

## Вторичен сектор
Заетостта в Русия 40%. Развитието на промишлеността се основава на мощната суровинно-енергийна база и изградената инфраструктура. Отраслите от вторичния сектор формират 60% от БВП на страната.
- Енергетика – за електропроизводство се използват различни енергоизточници – въглища (245 милиона тона годишен добив), нефт (13% от световните запаси, 306 млн. тона годишен добив), природен газ (36,4% от световните запаси), хидроресурси, ядрено гориво. Увеличава се делът на електроенергията от АЕЦ.
- Металургия и машиностроене – изградени са големи металоемки машиностроителни предприятия около Централна Русия, Урал, Сибир (Кемерово), където се произвеждат черни и цветни метали. В района на Москва и Санкт Петербург са съсредоточени високотехнологичните отрасли. Русия е на второ място по добив на злато в света (след ЮАР).
- Химическа промишленост използва собствени суровини. Приоритет за развитие са високотехнологичните подотрасли – ограничен синтез, биотехнологии, производство на специални химически вещества и препарати с центрове Поволжието, Западен Сибир, Урал. Значителен е и обемът на минерални торове, соли, киселини и др.
- Дървообработването и целулозно-хартиената промишленост – развиват се главно в северните територии на Европейска Русия и Сибир.
- Леката и хранително-вкусовата промишленост – големите предприятия са съсредоточени до пазарите и работната сила – Москва, Санк Петербург, Нижни Новгород, Новосибирск и др.

### Енергетика
През последните години Русия често е описвана в медиите, като енергийна суперсила. Страната има най-големите световни резерви на природен газ, 8 най-големи петролни резерви, и втората по големина запаси от въглища (245 милиона тона годишен добив). Русия е водещият световен износител на природен газ (36,4% от световните запаси, 571 милиарда м3, годишен добив), също така е най-големият износител и производител на петрол (нефт) ((13% от световните запаси, 306 млн. тона годишен добив). Един от най-големите потребители на руски газ е Европа, която бива снабдявана чрез система от няколко газопровода. Някои държави, като България и Финландия, употребяват само газ от Русия. Китай, Южна Корея и Япония от своя страна са едни от най-големите консуматори на руски нефт. Международната енергийна агенция на петролния пазар, заявява, че Русия е най-големият производител на петрол. На 1 януари 2011 г., Русия заявява, че е започнала редовни превози на петрол за Китай, с план да се увеличат до 300 000 барела на ден през 2011 година.
Русия е на 3-то място най-голям производител на електрическа енергия в света и 5-а по големина на възобновяем производител на енергия, последното се дължи на добре развитото хидроенергийно производство в страната. Големи ВЕЦ са построени в Европейска Русия покрай големи реки като Волга. Азиатската част на Русия също така разполага с голям брой големи водноелектрически централи, обаче в голяма степен остава неизползван гигантския водноелектрически потенциал в Сибир и руския Далечен изток.
Русия е първата страна, развила гражданска ядрена сила и с първата в света изградена атомна електроцентрала. Страната е четвърта по големина ядрен производител на енергия, цялата ядрената енергетика в Русия, се управлява от Rosatom State Corporation. В страната съществуват 11 атомни електроцентрали с общо 32 ядрени реактора. През 2005 година капацитетът на ядрените реактори е бил общо 21 244 гигавата. През същата година общото производство на електричество е възлизало на 951 теравата. Секторът се развива бързо, с цел увеличаване на общия дял на ядрената енергия от настоящите 16,9% на 23% и с цел намаляване на вредата върху околната среда и постигане на устойчиво развитие до 2020 г. Руското правителство планира да отпусне 127 милиарда рубли (5,42 млрд. $) за федерална програма, посветена на следващото поколение технологии за ядрена енергетика. Около 1 трилион рубли (42,7 млрд. $) е планирано да бъдат отпуснати от федералния бюджет за ядрена енергия и развитието на индустрията преди 2015 г.

## Третичен сектор
Делът на заетите е около 53% от общия брой заети в националното стопанство. Дължината на жп линиите е 87 000 км, като най-гъсто е в европейската част и индустриалните зони. Огромната територия на страната обаче означава, че гъстотата на транспортната мрежа е сравнително ниска. Транспортната осигуреност на страната се променя след изграждането на Транс-сибирската и Байкало-амурската магистрала, строежът на която е започнал през 1938 г., рестартирал през 1987 г. и завършил – 1991 г.
- Водния и въздушния транспорт – са добре развити поради преодоляването на големи разстояния (Волго-донския речен път).
- Автомобилния транспорт – е характерен за европейската част, тръбопроводния е с трасета от находища на нефт и природен газ към страните на ОНД, Югозападна Азия и Европа.
- Туризмът се развива при нови условия – премахнати са тежките административни ограничения за туристите, отменен е статутът на много затворени за туристи градове. Развиват се маршрутно-познавателния туризъм, конгресният и морският туризъм. В Русия има много забележителности, които развиват туризма като Кремъл, Мавзолеят на Ленин, Болшой театър, Катедралата на Свети Василий Блажени и др.
- Търговия – най-голям е стокообменът с Китай, ЕС и страните от Източна Европа. Сега в този отрасъл делът на заетите е най-голям.
- Образованието, науката и здравеопазването – са били едни от най-развитите в света през 60-те години, но липсата на инвестиции в отрасъла водят до упадък. През 2001 г. за здравеопазване са отделени 0,3% от БВП.

Русия има обширна и добре развита транспортна мрежа. Държавната железопътна компания (Российские железные дороги) е една от най-големите в света с над 1,2 милиона служители, и е монополист в жп-транспорта. Компанията допринася над 3,6% от БВП на Русия и поддържа 39% от общия трафик на товари и повече от 42% на пътническия трафик. Железопътните линии на Руската Федерация са с обща дължина от 87 157 км, на второ място в света след САЩ, като над 44 000 км от тях са електрифицирани, което поставя Русия на първо място в света. В допълнение има повече от 30 000 км промишлени линии. Железниците в Русия, за разлика от по-голямата част от света, използват широко междурелсие от 1,520 mm, с изключение на 957 км на остров Сахалин, където се използва тесен габарит от 1,067 мм. Най-известната железопътна линия в Русия е Транссибирската, която прекосява седем часови зони. Най-дългите жп-маршрути в света – Москва-Пхенян (10 267 км), Москва-Владивосток (9259 км), Киев-Владивосток (11 085 км). Чрез влакове Русия има връзки с Финландия, Естония, Литва, Латвия, Полша (през Калининград), Беларус, Украйна, Грузия, Азербайджан, Казахстан, Монголия и Северна Корея. Има предложение за изграждане на директна връзка и с Норвегия, през Финландия и Швеция. Обмисля се построяване на връзка между Русия и САЩ (Аляска) под Тихи океан.